# Universelles Leben

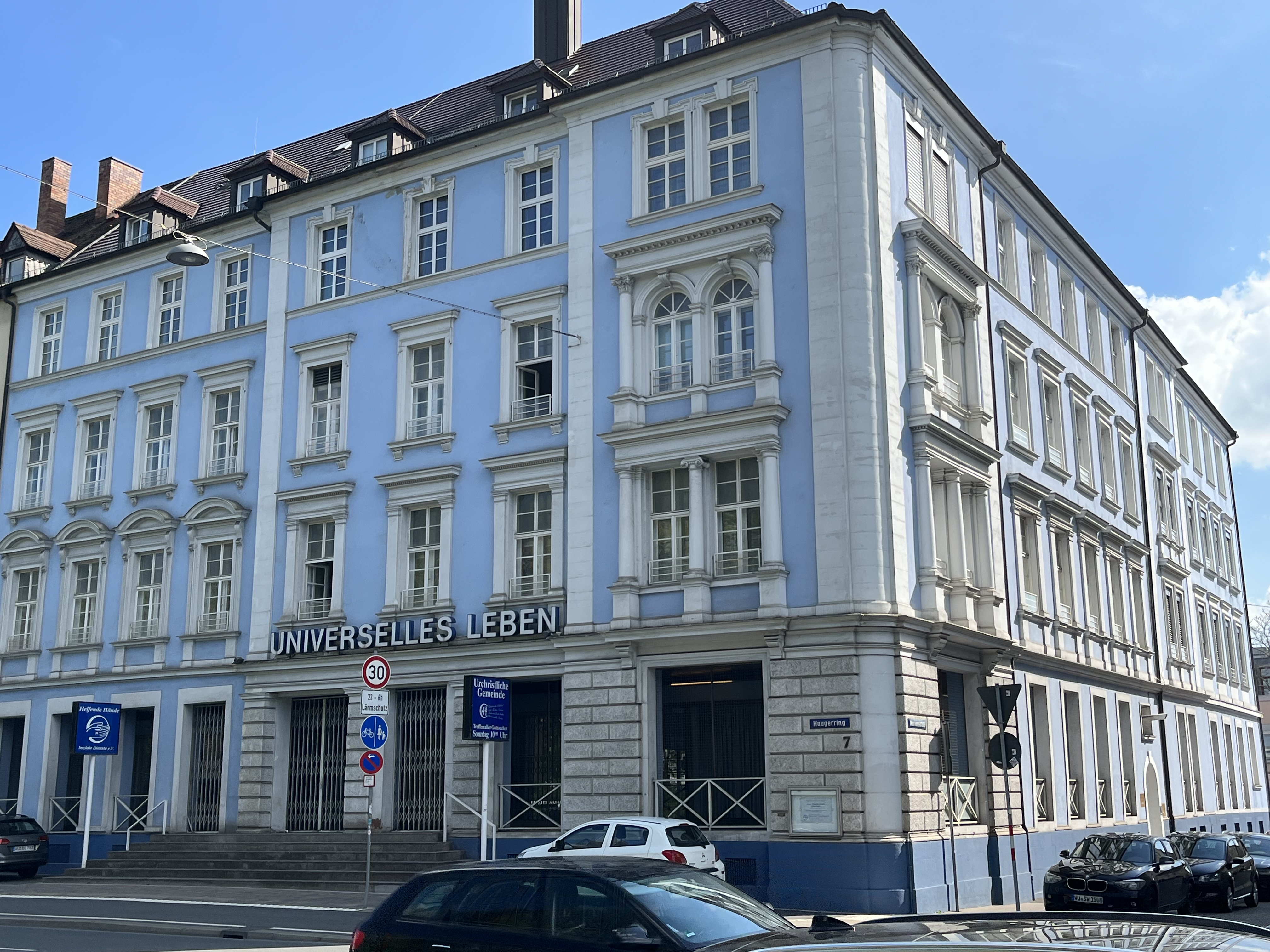
Der ehemalige Hauptsitz des Universellen Lebens in Würzburg

Das Universelle Leben (UL) ist eine um 1978 in Würzburg entstandene neue religiöse Bewegung, die bis 1984 den Namen Heimholungswerk Jesu Christi trug. Die von der Bewegung verbreiteten Lehren beruhen auf sogenannten Neuoffenbarungen.

## Geschichte
Die Geschichte des Universellen Lebens ist geprägt durch Gabriele Wittek. Sie ist die spirituelle Führungspersönlichkeit und wird intern als „Prophetin und Botschafterin Gottes“ bezeichnet.
Nach einer „Offenbarung“ 1977 entstand in Würzburg ein erster kleiner Kreis von Zuhörern. 1978 folgte ein zweiter Kreis von Zuhörern in Nürnberg, und es kam zur Namensgebung Heimholungswerk Jesu Christi. Dieses verstand sich als Lehr- und Aufklärungswerk.
Im Jahr 1979 trat das Heimholungswerk Jesu Christi erstmals mit Broschüren an die Öffentlichkeit. 1980 wurden die Vereine Gemeinschaft zur Förderung des Heimholungswerks Jesu Christi. Die Innere Geist=Christus-Kirche e. V. in Nürnberg sowie Heimholungswerk Jesu Christi. Die Innere Geist-Christus-Kirche e. V. in Stuttgart gegründet. Es folgte eine rasche Expansion in den deutschsprachigen Ländern, Italien und Spanien, die zehn bis fünfzehn Jahre anhielt. Durch zahlreiche Vorträge Witteks und rege Informations- und Werbeaktivitäten entstanden an etlichen Orten Gemeinden der sich „Urchristen“ nennenden Anhänger.
1984 wurde das Heimholungswerk Jesu Christi in Universelles Leben umbenannt. Anhänger gründeten die ersten Betriebe. 1990 ebbte die Expansionswelle in den ersten Verbreitungsgebieten Deutschland, Österreich, Schweiz, Italien und Spanien ab, setzte sich jedoch weltweit in anderen Ländern fort. Die Anhänger bezeichneten sich seitdem als „Urchristen im Universellen Leben“.
Etwa seit dem Jahr 2005 ist das Universelle Leben nicht mehr unter diesem Namen aktiv, Ausnahmen bilden die Webpräsenz des Trägervereins, das ehemalige Hauptgebäude in Würzburg sowie der Radiosender Radio Universelles Leben. Viele nahestehende Organisationen sind nicht sofort als solche erkennbar. Auch auf ihrer Website hat die Bewegung das Angebot drastisch reduziert und verlinkt nur noch wenige ihrer Unterorganisationen.

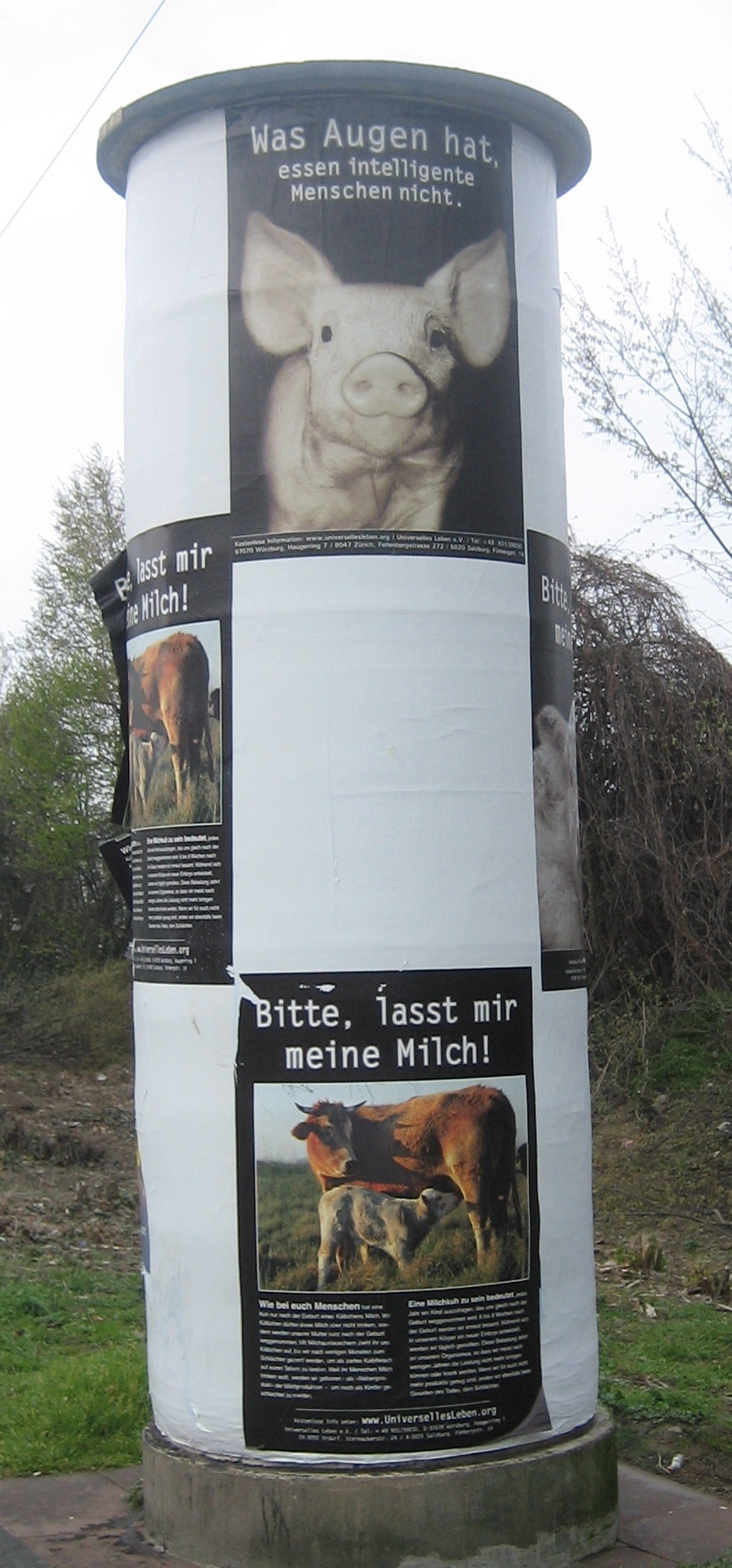
Werbung für vegetarische und vegane Ernährung auf UL-Plakaten

## Kinder und Jugendliche
Die im UL angewandte Pädagogik stammt vom „Lehrengel Liobani“, der sich durch Gabriele offenbart. Die „Lehren“ von Liobani sind in der vom Gabriele-Verlag angebotenen Buchreihe „Liobani“ niedergeschrieben. Auf den TV- und Radiosendern des Universellen Lebens wird täglich mehrmals in der Sendung „Liobani Schule“ aus jenen Büchern vorgelesen. Verschiedene an die Kinder und Jugendliche vermittelte Lehren sind unter anderem die Existenz von Naturgeistern, Wichteln und Elfen, reinkarnierende Seelen, „Gedankenkräfte“ oder die angebliche Empfindsamkeit von Steinen und Wasser.
Innerhalb des Universellen Lebens existieren zahlreiche Einrichtungen und Angebote für Kinder: mehrere Kindergärten, -horte und -hotels, Spielplätze und eine Grund- und Hauptschule „Lern mit mir“ mit eigenem Internat. Zunächst existierte auch die angeblich von Jugendlichen herausgegebene Zeitung „Der geistige Revolutionär Christus“ mit einem Jugendtelefon und regelmäßigen Sommer- und Jugendtreffen, welche vom Verein Kultur im Leben und Denken e. V. bis spätestens 2017 fortgeführt wurden. Eine Hauptschrift für Jugendliche ist Der Prophet Nr. 15 - Der Jugendliche und der Prophet, in der ein Gespräch zwischen Gabriele und einem Jugendlichen simuliert wird. Hierin heißt es unter anderem: „Alles mit Maß und Ziel. Natürlich kannst du Rockmusik machen, natürlich kannst du Rock 'n Roll tanzen, wenn das Ganze nicht zum Laster wird, also in Ausschweifungen, gleich Exzessen, ausartet.“
Im Kindergarten wird zudem zu jedem Kind ein Ordner geführt, in dem dessen Aktivitäten notiert werden.

## Struktur

### Organisationen und Betriebe
Die Anhänger treffen sich in dafür angemieteten Räumen. Solche „Orte urchristlicher Begegnung“ existierten in Deutschland bis 2010 in 26 Städten, ehe in jenem Jahr deren Anzahl halbiert wurde.
Anhänger des Universellen Lebens unterhalten unter anderem eine Privatschule mit Internat, mehrere Kindergärten, landwirtschaftliche Betriebe nach den Kriterien kontrollierter ökologischer Landwirtschaft sowie nach eigenen spirituellen Grundsätzen (keine Nutztierhaltung, keine Verwendung von Mist und Gülle), zwei Stiftungen, Hotels, Altersheime, mehrere Bau-, Immobilien- und Handwerker-Firmen, mehrere Siedlungen in Michelrieth, Esselbach und Hettstadt, eine politische Partei, welche im Gemeinderat von Hettstadt vertreten ist, Buchverlage, Radiosender, Fernsehsender (zum Beispiel Die neue Zeit TV).
Diese Betriebe (früher oft als „Christusbetriebe“ bezeichnet) sind nicht offiziell mit dem Universellen Leben verbunden, ihm jedoch mittelbar zuzuordnen. Oft sind weder Sitz durch die schlichte Angabe eines Postfachs, welches keinerlei Rückschlüsse auf eine Adresse zulässt, noch Identität der in kurzen Abständen wechselnden Geschäftsführer, die, obwohl vielfach in UL-Medien auftretend, fast nie namentlich genannt werden. Obwohl auf der Website des Universellen Lebens nur die Sophia Bibliothek, der Gabriele-Verlag Das Wort sowie Radio Santec und Radio Universelles Leben verlinkt werden, finden sich auf den Seiten jener eindeutigen Unterorganisationen des UL Hinweise auf weitere Christusbetriebe. Zahlreiche Firmen und Mitarbeiter sind in der CB Beteiligungsgesellschaft der Mitarbeiter GmbH (früher Vereinigte Christusbetriebe Holding) organisiert. Durch regelmäßige und häufige Wechsel in der Führung der Unternehmen sollen die Besitzverhältnisse weiter verschleiert werden. Viele UL-Firmen bewerben sich gegenseitig. Auf den eigenen Präsentierungen findet sich häufig ein Hinweis auf die „Goldene Regel des Jesus von Nazareth: ‚Was du nicht willst, dass (sic!) man dir tu, das füg' auch keinem Anderen zu‘“, die die ethisch-moralische Grundlage der Betriebsarbeit darstelle. Das Universelle Leben finanziert sich hauptsächlich durch diese Firmen. Zusätzlich bittet das Universelle Leben auf seinen Fernsehsendern, auf Plakaten und Handzetteln um Spenden, etwa mit der Aktion Schon 1 € hilft und gibt offiziell an, sich nur durch diese zu finanzieren. Auch werden die Anhänger dazu aufgefordert, ihren eigenen Besitz, sei es das Haus oder das Vermögen, an das Universelle Leben zu vermachen. So wurde in einer „Christus-Offenbarung“ verkündet, nicht in das UL investiertes Geld sei bald nichts mehr wert.

#### Lern mit mir-Schule
1983 offenbarte Gabriele Wittek, dass Christus die Gründung von Kindergärten, Kinderhorten und Schulen wünsche. 1986 beantragte der Trägerverein Ich helfe Dir e. V. der Schule eine Genehmigung derselben. In einer internen Stellungnahme des zuständigen Regierungsschuldirektors hieß es hierzu, „daß hier eine sektiererische Indoktrinationsschule etabliert werden soll, die weder in weltanschaulicher noch in pädagogischer Hinsicht den gesetzlichen Vorgaben entspricht“. Die Regierung von Unterfranken lehnte den Antrag mit einer anderen Begründung ab. 1991 verpflichtete der Bayerische Verwaltungsgerichtshof die Schulbehörden zur Genehmigung. In Esselbach entstand die staatlich anerkannte Grund-, Haupt- (seit 2011 Grund- und Mittelschule) und „Christusschule“ Lern mit mir mit eigenem Internat. Sie wurde als Umweltschule in Europa ausgezeichnet. Nach dem Vorbild der Schule sollen mithilfe des Schulvereins Ich helfe Dir e. V. „Sophia-Schulen“ weltweit aufgebaut werden.
Die evangelische Kirche kritisierte die Schule dafür, dass es „deutliche Hinweise“ für eine Verfassungswidrigkeit gebe, da auch der VGH inzwischen selbst festgestellt habe, „daß das Menschenbild des UL mit dem Grundgesetz und der bayerischen Verfassung unvereinbar sei.“ Eine Klage gegen diese Äußerungen blieb 2006 erfolglos. Der Umstand, dass die Schule von der staatlichen Schulaufsicht bis dahin nicht beanstandet worden sei, ändere an diesem Ergebnis nichts.

#### Höfe

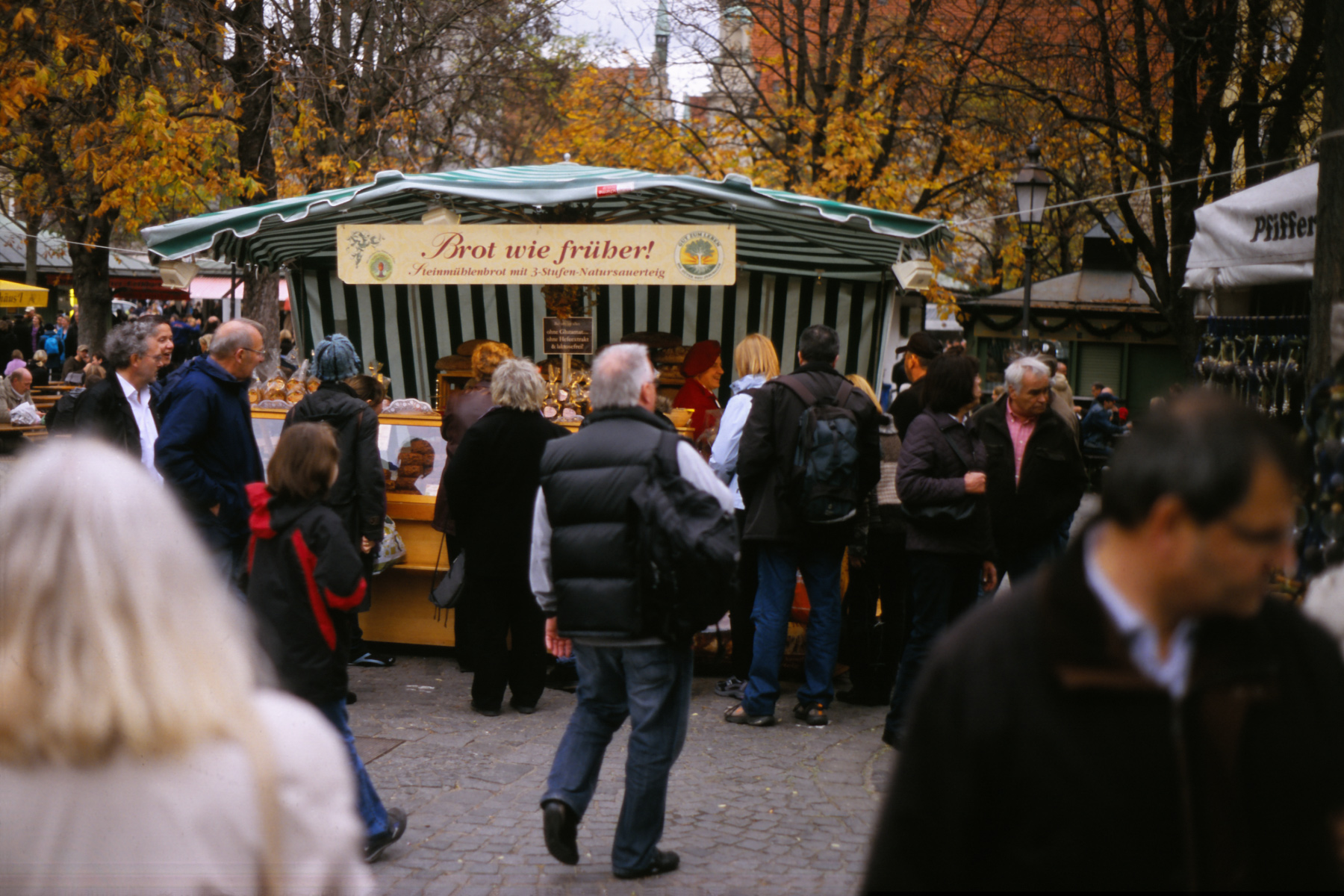
Verkaufsstand von Gut zum Leben auf dem Viktualienmarkt in München

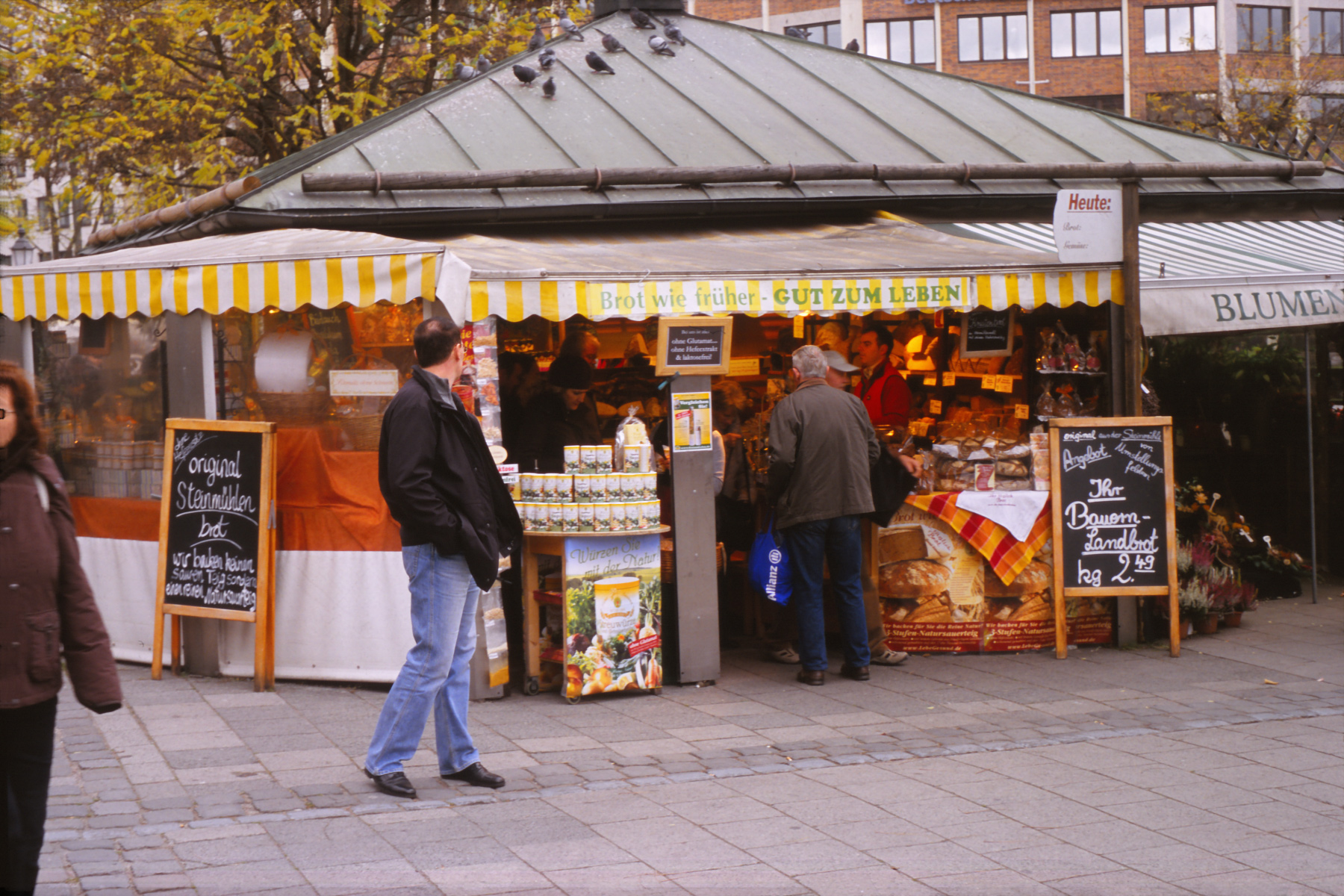
Zweiter Verkaufsstand von Gut zum Leben auf dem Viktualienmarkt in München

Seit dem 1. Mai 1992 wird auf dem Hofgut Lumee-Sophia – Die Ur-Quelle des Seins (ehemals Gut Terra Nova, Gut Greußenheim, Rümker-Hof) zwischen Greußenheim und Hettstadt von UL-Mitgliedern und -Freunden biologischer Landbau betrieben. Damals begannen acht Personen damit, dort unter anderem Weizen, Dinkel, Roggen und Hafer für die eigene Mühle in Altfeld bei Marktheidenfeld anzubauen. In der Flurlage Frauenbichel gegenüber dem Gut wurde Wald angepflanzt. Heute finden sich dort neben einem Hofgeschäft zahlreiche Kreuz-Monumente und Christus-Statuen. Ein Großteil des Landes um Greußenheim, Hettstadt und Birkenfeld befindet sich im Eigentum des UL. Weiterhin werden das Gut Axis Vitae nördlich von Remlingen, der Kräuterhof Höhefeld bei Wertheim, der Kredenbacher Hof in Esselbach-Kredenbach, der Johannishof südlich von Birkenfeld sowie das Gut Ruppertzaint bei Arnstein durch das Universelle Leben betrieben.

#### Lebe Gesund
Unter der Marke Lebe Gesund (früher Gut zum Leben) unterhält das Universelle Leben in 32 Städten im süddeutschen Raum 15 Filialen und 25 Marktstände (Stand 13. April 2023). Die verkauften Lebensmittel werden teilweise in Betrieben von Organisationsanhängern angebaut oder produziert. Hauptgesellschafter ist die Internationale Gabriele-Stiftung Verwaltungs-GmbH. In der Schweiz wird der Verkauf über Bliib Gsund abgewickelt.

#### Gesundheitliche Dienstleistungen
Der 1985 gegründete Helfende Hände – Soziale Dienste e. V. offeriert Pflege- und Betreuungsangebote mit nach eigenen Angaben Ende der 2010er Jahre über 100 Mitarbeitern. Die HG Naturklinik Haus der Gesundheit in Michelrieth besteht als solche seit 1986, als das damalige Sanatorium Südspessart vom Universellen Leben aufgekauft wurde. Die „Naturklinik“ wendet die Gesundheitslehren des Universellen Lebens an. Im Klinikgebäude in der Löwensteinstraße 15 befindet sich weiterhin das Altersheim Haus zur Inneren Heimat. Gegenüber der Klinik sind die Sophia Spessarthäuser mit Urlaub- und Wellnessangeboten gelegen. Das Schloss Gelchsheim wurde im Jahr 2000 von einem Arzt und Anhänger des Universellen Lebens erworben und zu einem „Heilzentrum“ mit Praxen und Übernachtungsmöglichkeiten umgebaut. 2003 trennte sich der Eigentümer von der Organisation. Apostel Kräuter versendet kosmetische Produkte.

### Politische Aktivitäten

#### Parteienpolitik
Anhänger des Universellen Lebens sind in Hettstadt durch die Partei Urdemokraten für Recht und Freiheit vertreten, die mit Matthias Köbler, einem Geschäftsführer von Radio Santec, im dortigen Gemeinderat sitzt. 2020 erreichte die Partei mit dem Kürzel UD bei der Gemeinderatswahl 7,02 Prozent. Die „Urdemokraten“ fielen 2003 auf, als sie mit mehreren Flugblättern gegen den damaligen Bürgermeister Eberhard Götz agierten. Michelrieth, zur Hälfte von UL-Anhängern bewohnt, fiel zudem mehrmals durch ungewöhnlich hohe Wahlergebnisse von Kleinparteien auf. So erreichte die V-Partei³ 2017 mit 18,2 Prozent der Stimmen das drittbeste Ergebnis. Im Jahr 2021 wurde dieBasis mit 24,01 Prozent sogar stärkste Kraft.

#### Freie Bürger,Freie ChristenundMahnmal für die Opfer der Kirche
Im Jahr 2010 begann das Universelle Leben über den Verein Freie Bürger für Anstand und ethische Werte, im süddeutschen Raum Plakatwände anzumieten und auf diesen für Kirchenaustritte zu werben. Ein hierbei verwendeter Slogan war Spart euch die Kirche. Der Verein benannte sich später in Freie Bürger für demokratische Werte um.  Aktiv wurde auch die Initiative Freie Christen für den Christus der Bergpredigt, die bereits Petitionen an den Deutschen Bundestag, etwa zur Untersagung der Verwendung des Wortes "christlich" im Parteinamen von CDU und CSU oder einem eigenen Steuerkonto, dessen Gelder nicht zur Waffenproduktion verwendet werden, und Offene Briefe an Politiker und Parteien verfasste. Die Petitionen der Freien Bürger und der Freien Christen wurden in den UL-Medien im Rahmen der Sendung Auch das ist Deutschland ausführlich und unkritisch besprochen und es wurde sogar für deren Unterzeichnung geworben. Früher wurde durch die Organisation auch die Zeitschrift Denk mit! herausgegeben. Die Initiative "Ein Mahnmal für die Opfer der Kirche", die im UL-Altersheim Haus des Gemeinwohls in Würzburg ansässig ist und von der Helfende-Hände-Vorsitzenden Petra Duschner geführt wird, versucht über verschiedene Webseiten (spart-euch-die-kirche.de, kirchenopfer.de), für Kirchenaustritte zu werben. Zudem existierten ein Verein Bürger beobachten Kirchen e. V., dessen Name möglicherweise an die Anti-UL-Initiative bürger beobachten sekten e. V. angelehnt war, sowie eine Initiative Stoppt die Abzocker. Alle Webseiten, auch die Portale von Dieter Potzel, Matthias Holzbauer, Harald Endrigkeit und Moris Hoblaj, theologe.de bzw. theologen.wordpress.com sowie der-freie-geist.de und stimme-der-gerechtigkeit.eu verlinken sich untereinander und bewerben Bücher oder Schriften aus UL-Verlagen.

### Medien

#### Radio
Radio Santec ist einer der beiden Radiosender des Universellen Lebens. Seit 2010 besteht er als reines Web-Radio, zuvor wurde das Programm unter dem Namen „Universelle Welle“ auf mehreren Kurz- und Mittelwellen-Frequenzen ausgestrahlt. Gemeinsam mit dem Online-Radio Radio Universelles Leben, das grundsätzlich ein ähnliches, jedoch anders gestaffeltes Programm anbietet, bildet Radio Santec das Radioprogramm des UL.

#### Fernsehkanäle
Mehrere Fernsehkanäle (Sender Neu Jerusalem, Gabriele-TV, Die Neue Zeit TV, Sophia-TV) übertragen Sendungen des Universellen Lebens in mehreren Sprachen und werben für die Bücher der Prophetin Gabriele sowie die „Christusbetriebe“. Der Sender Neu Jerusalem ist das internationale Hauptprogramm von Radio Santec in englischer Sprache, Gabriele-TV sein Ableger für den afrikanischen Kontinent. Die Neue Zeit TV ist in größeren bayerischen Städten, darunter Würzburg, München und Nürnberg, auf Kabel zu sehen, sonst über den Satelliten Astra. Sophia-TV existiert im Internet ausschließlich als englisches Programm mit einem eigenen Ableger für Australien. Der über Eutelsat empfangbare Sender Erde und Mensch – Frei leben, der grundsätzlich ein weniger religiöses Programm anbot, wurde zum 1. Dezember 2015 eingestellt.

#### Verlage
Der Gabriele-Verlag Das Wort ist der Hauptort für Publikationen des Universellen Lebens, die auch im Verlag Universelles Leben erscheinen. Der Verlag Das Weisse Pferd verbreitet kirchenkritische Literatur, Themen und Meinungen aus dem Umfeld des UL. Der Modus - Der Verlag verbreitet Schriften im Rahmen der auf UL-Medien ausgestrahlten Sendung Der Modus - gestern und heute. Der Verlag Das Brennglas gibt unter anderem das Magazin Freiheit für Tiere heraus.

### Verbreitung
Beim Universellen Leben gibt es keine formelle Mitgliedschaft. Schätzungen des Religionswissenschaftlichen Medien- und Informationsdienstes (REMID) gehen von 2000 bis 5000 Anhängern in Deutschland aus. Goldner gibt als Anhängerzahl für den deutschsprachigen Raum „zwischen 10.000 und 40.000, weltweit vielleicht 100.000“ an. Die Neue Zeit TV spricht in der regelmäßigen Sendung „Urchristen weltweit beten [für den Frieden]“ von „Hunderttausenden weiteren Urchristen weltweit“ in 58 Ländern, die Sendereihe „Die Rehabilitation des Christus Gottes […]“ sogar von Millionen.

## Kontroversen

### Tierrechtsszene

#### Maqi

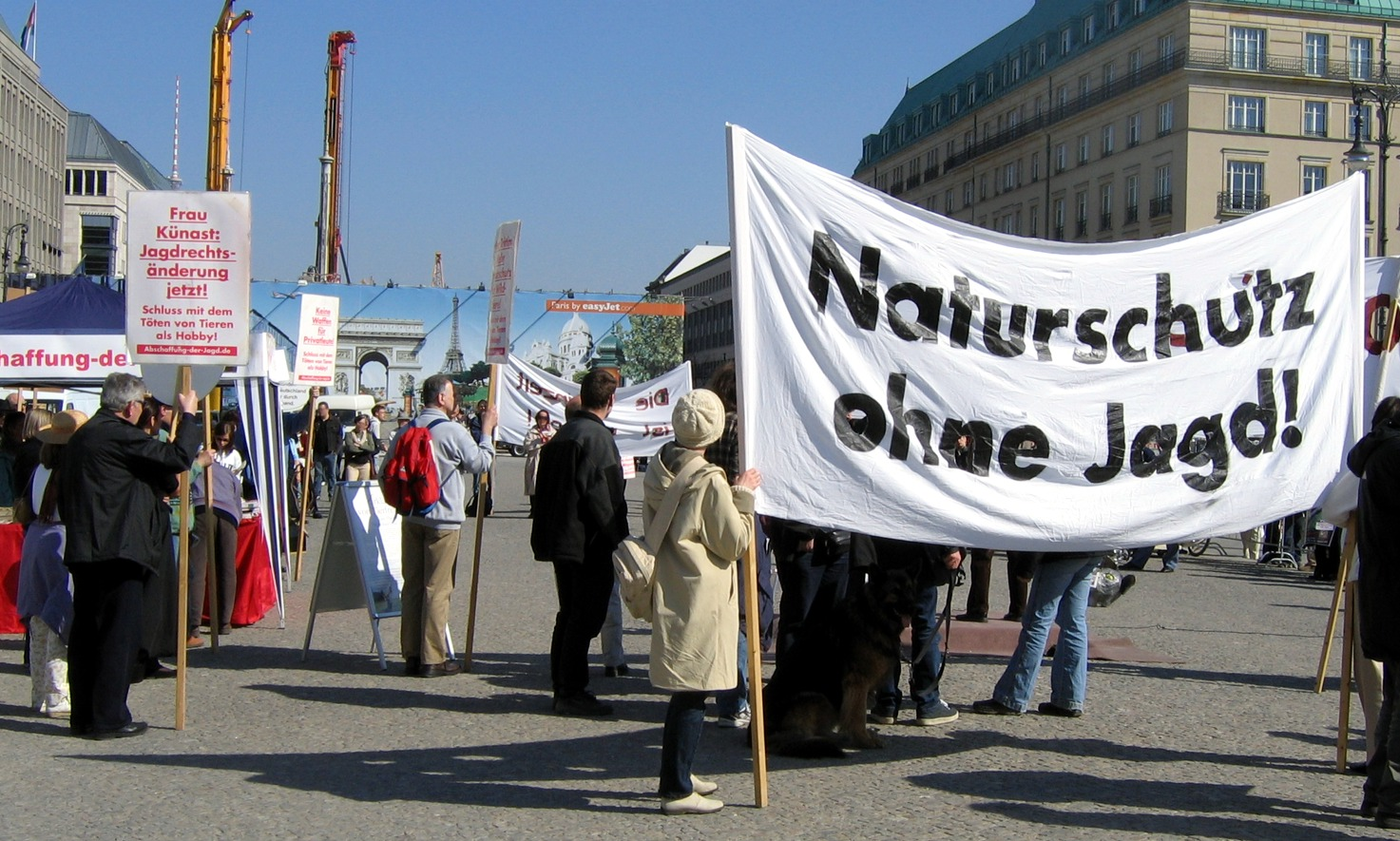
Anti-Jagd-Demonstration der „Initiative zur Abschaffung der Jagd“ in Berlin, 2005

Seit dem Jahr 2001 berichtete die von Achim Stößer gegründete Tierrechtsinitiative Maqi über Versuche des Universellen Lebens, über Tierschutzthemen und insbesondere Anti-Jagd-Aktivismus Fuß in der Tierrechtsszene zu fassen. Im Juli 2002 wurden beispielsweise in einer Pressemitteilung Vorgänge um ein Symposium „Natur ohne Jagd“ in Berlin kommentiert, in der es unter anderem hieß: „Wer sich glaubwürdig für Tierrechte einsetzen will, muss sich von UL samt „Christusbetrieben“ sowie unterwanderten Organisationen und Gruppierungen distanzieren.“

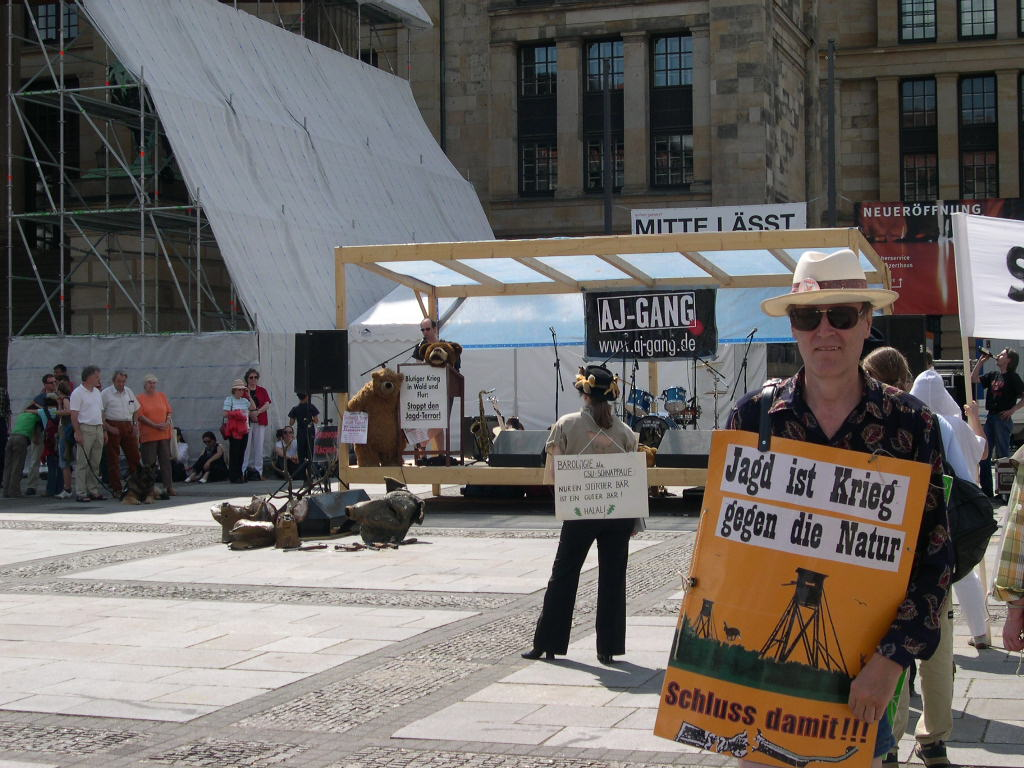
Anti-Jagd-Protestkundgebung „58. bundesweite Anti-Jagd-Demo in Berlin“ auf dem Berliner Gendarmenmarkt, 2006

Maqi wurde daraufhin mit mehreren Klagen und anwaltlichen Unterlassungserklärungen angegangen, unter anderem weil eine Adresse der „Prophetin“ genannt worden war und eine Domain existierte, die im Namen die Bezeichnung Universelles Leben enthielt und auf eine von Maqi angelegte Website über das Universelle Leben weiterleitete. Von solchen Formalien abgesehen, gab es jedoch offenbar keine inhaltlichen Einwände seitens der Glaubensgemeinschaft. Die Forderung, „zu unterlassen, … unter Hinweis auf einen Vortrag von Klaus Meurer oder dessen Zitierung, … unter Hinweis auf die Zeitschrift Christusstaat, Extrablatt Nr. 9, November 1991 oder deren Zitierung, zu behaupten oder den Eindruck zu vermitteln, die Glaubensgemeinschaft Universelles Leben sei antisemitisch, faschistoid oder rassistisch eingestellt“, blieb ohne Erfolg.
Die im September 2002 erschienene Broschüre Universelles Leben – Eine Gefahr für die Tierrechtsbewegung, berichtete u. a. über Personen und Organisationen im Umfeld des Universellen Lebens („Gut zum Leben“, „Lebe Gesund! Versand“, „Hin zur Natur“, Brennglas-Verlag, Initiative zur Abschaffung der Jagd, Radio Santec usw.). Außerdem wurde dort belegt, dass Christusbetriebe entgegen der behaupteten Tierfreundlichkeit mit Produkten handelten, für die Tiere ausgebeutet werden. Zitiert wurden unter anderem der oben genannte Klaus Meurer bzw. die Zeitschrift Christusstaat.

#### Voice-Magazin
Das Tierrechts-Magazin Voice berichtete, dass führende Mitglieder des Universellen Lebens innerhalb der deutschen Tierrechtsszene zunehmend aktiv seien. Weiterhin wurden Strukturen innerhalb des Universellen Lebens und das Verbindungsgeflecht der Organisation näher beleuchtet. In der Folge erhielt das Magazin mehrere Aufforderungen zur Abgabe von Unterlassungserklärungen und schließlich Klagen vom Universellen Leben, u. a. wegen des Titelblattes, Abbildungen auf demselben und einzelnen Formulierungen. Insbesondere die Abbildung eines Hakenkreuzes in Zusammenhang mit dem Universellen Leben wurde moniert. Soweit es sich nicht um Meinungsäußerungen handelte, sondern um unwahre Tatsachenbehauptungen oder Schmähungen, ergingen gerichtliche Unterlassungsverfügungen. Das Magazin Voice wurde in Folge aus Kostengründen eingestellt.

### Umgang mit den großen christlichen Kirchen
Das Universelle Leben stellt sich als von den katholischen und evangelischen Konfessionen verfolgte urchristliche Gemeinschaft dar, deren Behandlung durch die großen Kirchen an die Geschichte der Kreuzzüge, Ketzerverfolgungen, Judenverfolgungen oder Hexenverbrennungen anschließe.
Dem wird kirchlicherseits deutlich widersprochen. Aus Sicht der beiden großen Kirchen ist das Universelle Leben eine synkretistische Neuoffenbarerreligion mit einigen christlichen Elementen. Die Lehre setze sich aus Elementen zusammen, die von Theologen als „christlich, hinduistisch und gnostisch“ bezeichnet werden, wobei christliche und hinduistische Begriffe oft mit neuen Inhalten gefüllt worden seien.
Die Evangelische Zentralstelle für Weltanschauungsfragen schreibt: „Die christlichen Versatzstücke im Glaubenssystem des UL sind durchweg in ihrem ursprünglichen Charakter entstellt und reine Fassade.“
Zahlreiche aktiv gegen die Kirche gerichtete Texte finden sich auch auf Der Theologe, einem Online-Portal, welches vom ehemaligen evangelischen Pfarrer Dieter Potzel und dem ehemaligen UL-Pressesprecher Matthias Holzbauer betrieben wird, der lange Zeit in der Sendung Der Theologe bei Erde und Mensch - Frei leben zu sehen war. Zudem betreibt und betrieb das Universelle Leben zahlreiche kirchenkritische und kirchenfeindliche Webseiten.
Laut der Zeitung Der Christusstaat -weltweit- wurde Mein Kampf durch einen jesuitischen Pater geschrieben, die hochrangigen NS-Politiker Adolf Hitler, Joseph Goebbels und Heinrich Himmler sowie Franz von Papen seien Jesuitenschüler gewesen, die Kirche also mitverantwortlich für den Holocaust.

### Beurteilung durch staatliche Stellen

#### Gerichtsurteile
In Bayern kam es zu mehreren gerichtlichen Auseinandersetzungen, unter anderem aufgrund einer Publikation der Bayerischen Landeszentrale für politische Bildungsarbeit von 1988. Darin werden zum Beispiel Vergleiche mit Scientology gezogen. Der Bayerische Verwaltungsgerichtshof hat schließlich in einem Urteil 1995 die Verbreitung bestimmter Behauptungen untersagt, die in einer Neuauflage bereits 1994 geschwärzt wurden.
Der Bayerische Verwaltungsgerichtshof erklärte:

„Die Ausgestaltung des Gemeindelebens, wie sie aus der „Gemeindeordnung“ des „Universellen Lebens“ hervorgeht, darf in scharfer und überspitzter Formulierung ohne Verfassungsverstoß als totalitäre Struktur bezeichnet werden.“

In die Urteilsbegründung des Gerichts fließt das Gutachten des Diplompsychologen Alfred Spall vom 12. Juli 1993 ein:

„Ziel sei erkennbar nicht der selbständig denkende und damit mündige Mensch, sondern der, der das Denken bereits überwunden habe, der sich der Ideologie des Werkes kritiklos unterwerfe.‘ […] Die Entindividualisierung wird nur als Läuterung, als bewusste Umwandlung des negativen […] deklariert. Der Mensch, der in Gott wurzele, halte sich von all den Diskussionen und Meinungen der Mitmenschen fern.“

2006 wies der Bayerische Verwaltungsgerichtshof eine Klage des UL gegen die evangelische Kirche zurück, die auf ihrer Website geäußert hatte, „daß das Menschenbild des UL mit dem Grundgesetz und der bayerischen Verfassung unvereinbar sei.“ Die „vielfältigen Schriften und Lehrwerke des ‚Universellen Lebens‘ “ erlauben die Schlussfolgerung, das UL „könne als ‚Entpersönlichungs- und Entsozialisierungssystem‘ bezeichnet werden.“ Eine Beschwerde des UL gegen die Nichtzulassung der Revision wurde vom Bundesverwaltungsgericht zurückgewiesen.

#### Weitere Stellungnahmen
Zu den Vorwürfen des Landes Berlin aus dem Jahr 1997, das Universelle Leben schüre antisemitische Vorurteile, teilten die Vertreter des Landes später mit: „Bereits 1999 hatte sich die Senatsverwaltung für Bildung, Jugend und Sport aufgrund neuer Erkenntnisse entschlossen, folgende … der Äußerungen aus dem Bericht des Jahres 1997 nicht aufrecht zu erhalten: – in Schriften des Universellen Lebens würden auch antisemitische Vorurteile geschürt …“ Mit der Zurückweisung der Berufung scheiterte der Kläger Universelles Leben allerdings mit der Forderung, „dass er und die gleichnamige Glaubensgemeinschaft in den Berichten überhaupt nicht mehr erwähnt werden dürften.“ Die 130-seitige Schrift Risiken und Nebenwirkungen mit Informationen unter anderem zum Universellen Leben stand somit weiterhin auf der Website der Senatsverwaltung für Schule, Jugend und Sport online zur Verfügung.

#### Terminologie
Auch darüber hinaus fällt in Werbung und Schriften des UL selbst und der zu ihm gehörenden Betriebe ein einschlägiger Jargon auf, der sich etwa an Die vegane VOLKSküche oder HEIMATprodukten vom Land des Friedens äußert. Unabhängig davon werden früher häufig benutzte Begriffe abgekürzt. (CB = Christusbetriebe, HG = Haus der Gesundheit, NJ = Neu Jerusalem, GzL = Gut zum Leben), nicht jedoch die inoffizielle Abkürzung UL.

## Dokumentationen
- Ulrike Bremer, Kamil Taylan: Das Seelenkartell – Geheime Machenschaften einer Sekte. (43 Minuten) In: eXclusiv – Die ARD Reportage. Hessischer Rundfunk, 1993 (deutsch).
- Angela Scheele: Das Universelle Leben – Seelenfang per Biobrötchen. (28 Minuten) In: Reportage am Sonntag. Bayerischer Rundfunk, 1. Februar 2004, archiviert von einer Drittseite (Drittseite nicht mehr online verfügbar) am 15. Juli 2023 (deutsch).